# Hulot-Halbinsel
Die Hulot-Halbinsel (französisch Presqu’île Hulot) ist eine schroffe und 3 km lange Halbinsel im Südwesten der Brabant-Insel im Palmer-Archipel westlich der Antarktischen Halbinsel. Sie liegt im Südwesten der Einfahrt zur Duperré-Bucht bzw. begrenzt nordöstlich die Einfahrt von der Dallmann-Bucht in den Schollaert-Kanal. Mit der Hauptmasse der Brabant-Insel ist sie über einen 260 m breiten Isthmus verbunden. Höchster Punkt der Insel ist der 435 m hohe Mount Beddie.
Erstmals kartiert wurde sie bei der Vierten Französischen Antarktisexpedition (1903–1905). Deren Leiter, der französische Polarforscher Jean-Baptiste Charcot, benannte sie nach der Figur des Baron Hector Hulot aus Honoré de Balzacs 1846 erschienenem Roman La cousine Bette (deutsch: Kusine Lisbeth), der zur Bordlektüre bei der Forschungsreise gehörte.